# Église Saint-Bruno de Bordeaux
L'église Saint-Bruno est une église catholique construite au XVIIe siècle située dans le centre-ville de Bordeaux, dans le département de la Gironde et la région Nouvelle-Aquitaine. Elle dépend de l'archidiocèse de Bordeaux et elle est placée sous le vocable de saint Bruno, fondateur des Chartreux. 
C'est la première église baroque à être construite à Bordeaux avant l’église Saint-Paul et l’église Notre-Dame.
L’église fait face au cimetière de la Chartreuse, le cimetière le plus ancien et le plus grand de Bordeaux.
Elle est classée au titre des monuments historiques depuis 1862.

## Histoire
L'église Saint-Bruno a été édifiée à partir de 1611 à la demande du cardinal de Sourdis, alors archevêque de Bordeaux et du frère Blaize de Gasq, sieur de Saint-Sulpice. L’église était l'église du monastère des Chartreux, la chartreuse Notre-Dame-de Miséricorde dont il ne reste aujourd’hui que la porte.
Il fait pour cela, assécher un marais situé à son emplacement actuel, ce qui implique des travaux de terrassements et d’assainissements considérables. L’église est alors consacrée par le cardinal de Sourdis, neuf ans plus tard, le 29 mars 1620.
En 1793, pendant la révolution, l’église est pillée par les iconoclastes et vendue comme bien national. Les tombes des membres de la famille du cardinal de Sourdis sont alors profanées et les corps exhumés.
En 1820, après la Révolution, l’église est rendue au culte et monseigneur d’Aviau, alors archevêque de Bordeaux, la transforme en église paroissiale. Le prêtre qui la desservait étant lazariste, il fait placer l’église sous le vocable de saint Vincent. Cependant, l’église a repris son nom initial de Saint-Bruno.
En 1836, Monsieur Beaugeard, peintre, a pour mission de restaurer l’ensemble des fresques de l’édifice qui avaient été fortement abîmées par la fumée des bougies.
Aujourd'hui le culte à l'église Saint-Bruno est assuré par les prêtres de la paroisse Saint-Seurin/Saint-Bruno. La forme du Missel romain de 1962 est utilisé par licence de l'archevêque par des prêtres de la Fraternité Saint-Pierre.
L'église fut notamment desservie par l'abbé Denis Coiffet (un des fondateurs de la Fraternité) de 2011 à 2014.

## Dimensions
L’église mesure 24 m de haut à l’extérieur.
À l’intérieur, elle fait 46 m de long par 10,30 m de large et par 13,40 m de hauteur.

## Architecture

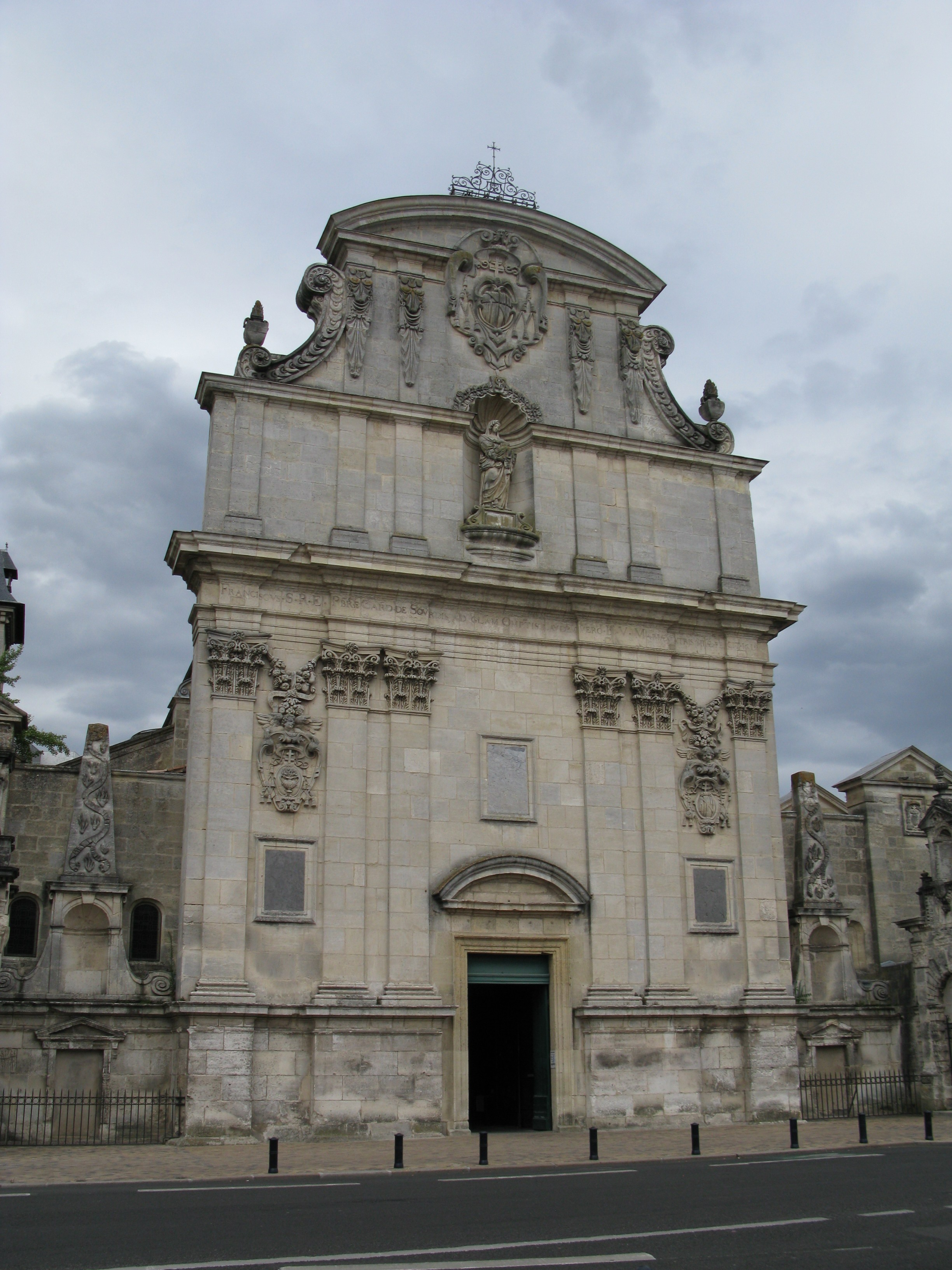
Façade de l'église Saint Bruno de Bordeaux

Saint-Bruno est une église de style baroque. Sa façade se divise en trois parties distinctes et se compose notamment de six pilastres corinthiens. Au-dessus de la porte, dans une niche, on peut voir une statue d’une Vierge à l'Enfant.
À l’intérieur, l’église est marquée par son ornementation : ses fresques, ses boiseries et son dallage en marbre.
Le maître-autel se compose de quatre colonnes corinthiennes supportant un fronton circulaire. Le retable, de 1672, contient un tableau représentant L'Assomption de la Vierge réalisé par Philippe de Champaigne, peintre français classique, peu de temps avant sa mort.
De part et d’autre du maître-autel se tiennent une statue de la Sainte Vierge et une statue de l’ange Gabriel. Ces deux sculptures sont attribuées à Gian Lorenzo Bernini, sculpteur, architecte et peintre italien.